# پادانگ پاریامن
پادانگ پاریامن (اندونزیایی: Padang Pariaman) شهری در استان سوماترای غربی کشور اندونزی است. جمعیت این شهر بر اساس سرشماری سال ۱۹۹۰ میلادی، ۳۶٫۹۴۷ نفر و بر اساس سرشماری سال ۲۰۰۰ میلادی، ۷۱٫۷۲۰ بوده که در سال ۲۰۰۷ میلادی به ۱۰۲٫۶۷۹ نفر افزایش یافته‌است.